# 战术 (利奥六世)

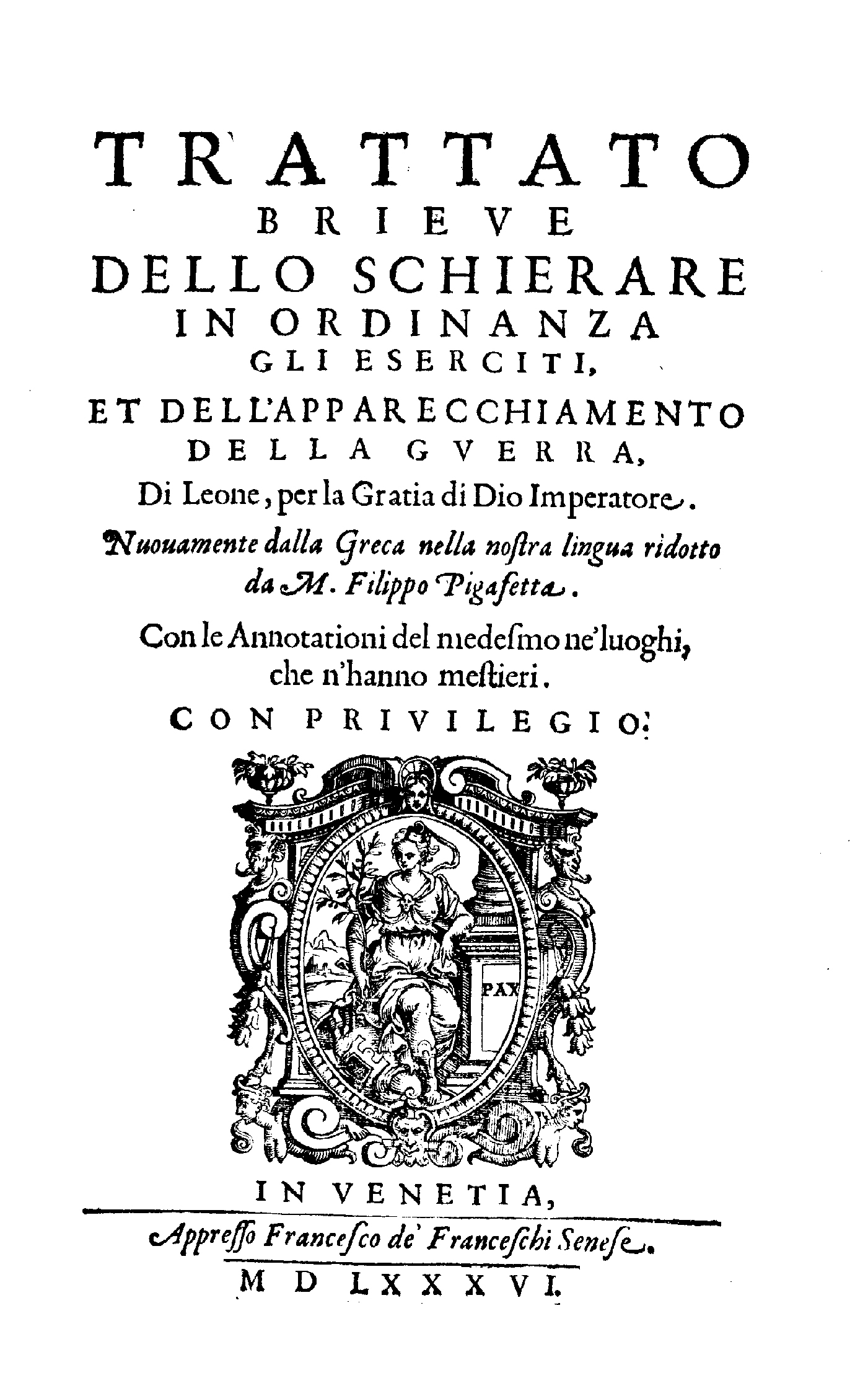
《战术》，意大利语版，1586年

《战术》（羅馬化：Taktika）是一部由拜占庭帝国皇帝利奥六世所著，约895年至908年间成书的军事论述，后来经其子君士坦丁七世编修。该书借鉴了先前作家如埃利安、欧纳桑德的著作以及皇帝莫里斯的《战略》，是拜占庭帝国军事战术的主要著作，写于拜占庭帝国“再征服”时期的前夕。书籍原本的希腊文标题是（战争战术的简要说明），《战术》详细陈述了各种问题，例如步兵和骑兵的装备与训练、攻城以及海战等。

## 文本
《战术》原文有多个手抄本流传，其中最为权威的可追溯至距利奥六世本人不到一代的时间。在书中利奥提及，基督徒可以吸纳穆斯林的“圣战”教义在军事中的应用。
乔治·丹尼斯（G. T. Dennis）翻译的英文版本名为《The Taktika of Leo VI. Text, Translation and Commentary》，译自10世纪的佛罗伦斯手稿。中文版于2018年由山东大学博士李达翻译出版。

## 内容
《战术》一书以法律条文的形式进行编写，正文共包括二十章（Διατάξεις，Diataxeis），结语部分另外总结了十二个章节，后者主要侧重于古代战术。
| 章       | 标题                 |
| -------- | -------------------- |
|          | 引子                 |
| 第一章   | 战术与将军           |
| 第二章   | 将军                 |
| 第三章   | 计划                 |
| 第四章   | 部队划分与军官委任   |
| 第五章   | 武器装备             |
| 第六章   | 步兵与骑兵的装备     |
| 第七章   | 关于骑兵与步兵的训练 |
| 第八章   | 军法                 |
| 第九章   | 行军                 |
| 第十章   | 辎重车辆             |
| 第十一章 | 军营                 |
| 第十二章 | 战前准备             |
| 第十三章 | 开战前一天           |
| 第十四章 | 开战当天             |
| 第十五章 | 攻城                 |
| 第十六章 | 战后事宜             |
| 第十七章 | 偷袭                 |
| 第十八章 | 各民族和罗马人的阵形 |
| 第十九章 | 海战                 |
| 第二十章 | 摘录                 |
|          | 后记                 |